# Laguna de Villablanca
El laguna de Villablanca es una laguna que se encuentra a los pies del cerro Mama Huanapa, en la comuna de Colchane, provincia del Tamarugal de la región de Tarapacá en Chile, en inmediaciones de la frontera con Bolivia.
Se encuentra a 16 kilómetros al sur de Cariquima, a las orillas del poblado homónimo. La rodean bofedales que son hábitat de variadas especies típicas, como flamencos, patos, taguas, guallatas y piuquenes